# Seznam dílů seriálu Mickey Mouse Funhouse
Toto je seznam dílů seriálu Mickey Mouse Funhouse.

## Přehled řad
| Řada    | Díly    | Premiéra v USA    | Premiéra v USA    |
| Řada    | Díly    | První díl         | Poslední díl      |
| ------- | ------- | ----------------- | ----------------- |
| speciál | speciál | 16. července 2021 | 16. července 2021 |
| 1       | 26      | 16. července 2021 | 7. října 2022     |
| 2       | 30      | 4. listopadu 2022 | 26. ledna 2024    |
| 2       | 26      | 23. února 2024    | bude oznámeno     |

## Seznam dílů

### Speiciální epizoda (2021)
| Č. v seriálu | Č. v řadě | Původní název     | Režie                                | Scénář      | Storyboard                                          | Premiéra v USA    | Prod. kód |
| ------------ | --------- | ----------------- | ------------------------------------ | ----------- | --------------------------------------------------- | ----------------- | --------- |
| 0            | 1         | Mickey the Brave! | Phil Weinstein a Matthew O'Callaghan | Thomas Hart | Matthew O'Callaghan, Phil Mosness a Rossen Varbanov | 16. července 2021 | 101       |

### První řada (2021–2022)
| Č. v seriálu | Č. v řadě | Původní název                                   | Režie                                           | Scénář                                            | Storyboard                                                  | Premiéra v USA     | Prod. kód |
| ------------ | --------- | ----------------------------------------------- | ----------------------------------------------- | ------------------------------------------------- | ----------------------------------------------------------- | ------------------ | --------- |
| 1            | 12        | HomesickGoldfish Goofy!                         | Phil Weinstein a Aldina DiasMatthew O'Callaghan | Sib VentressKim Duran                             | Tom MorganJason Lethcoe                                     | 20. srpna 2021     | 102       |
| 2            | 34        | Spaced Out!Treasure, Ahoy!                      | Aldina DiasMatthew O'Callaghan                  | Mark Drop                                         | Holly ForsythHank Tucker                                    | 20. srpna 2021     | 103       |
| 3            | 56        | Is There a Plumber in the House?!A Fish Tale    | Aldina DiasMatthew O'Callaghan                  | Sib Ventress                                      | Tom MorganJason Lethcoe                                     | 27. srpna 2021     | 104       |
| 4            | 78        | Minnie Goes Ape!Dino Doggies                    | Aldina DiasMatthew O'Callaghan                  | Kim DuranKate Moran                               | Holly ForsythHank Tucker                                    | 3. září 2021       | 105       |
| 5            | 910       | Troll Trouble!The Sunny Gulch Games             | Aldina DiasMatthew O'Callaghan                  | Thomas HartMark Drop                              | Phil MosnessRossen Varbanov                                 | 24. září 2021      | 106       |
| 6            | 1112      | Minnie's Big DeliveryThe Wandrin' Warbler       | Aldina DiasMatthew O'Callaghan                  | Kim DuranSib Ventress                             | Phil MosnessRossen Varbanov                                 | 15. října 2021     | 107       |
| 7            | 1314      | Mickey and the Cornstalk!King Mickey            | Aldina DiasMatthew O'Callaghan                  | Kim DuranSib Ventress                             | Aldina Dias a Tom MorganMatthew O'Callaghan a Jason Lethcoe | 19. listopadu 2021 | 108       |
| 8            | 1516      | Bottled Up!Minnie's Fairy Tale!                 | Aldina DiasMatthew O'Callaghan                  | Kim Duran                                         | Phil MosnessRossen Varbanov                                 | 3. prosince 2021   | 109       |
| 9            | 1718      | Daisy & Goofy Clean Up!Crayon World!            | Aldina DiasMatthew O'Callaghan                  | Kate MoranNicole Belisle                          | Holly ForsythHank Tucker                                    | 14. ledna 2022     | 110       |
| 10           | 1920      | The Summer Snow DaySunny The Snowman            | Aldina DiasMatthew O'Callaghan                  | Hanah Lee CookKim Duran                           | Phil MosnessRossen Varbanov                                 | 25. února 2022     | 111       |
| 11           | 2122      | Maybe I'm A MazeLand of the Lost... Socks       | Aldina DiasMatthew O'Callaghan                  | Kate MoranSib Ventress                            | —                                                           | 11. března 2022    | 112       |
| 12           | 2324      | Crystal Clear WatersThe Big Funhouse Sleepover  | Aldina DiasMatthew O'Callaghan                  | Kate Morannámět: Mark Drop scénář: Nicole Belisle | Holly ForsythHank Tucker                                    | 25. března 2022    | 113       |
| 13           | 2526      | Ducks Inn Trouble!Polka Dots and Don'ts         | Aldina DiasMatthew O'Callaghan                  | Sib VentressNicole Belisle                        | Tom Morgan a Melissa SuberJason Lethcoe                     | 8. dubna 2022      | 114       |
| 14           | 2728      | The Music of the SeasonsMermaids to the Rescue  | Aldina DiasMatthew O'Callaghan                  | Kate MoranJorjeana Marie                          | Holly ForsythHank Tucker                                    | 13. května 2022    | 115       |
| 15           | 2930      | Festival of Heroes!I Wander Where Warbler Went? | bude oznámeno                                   | bude oznámeno                                     | bude oznámeno                                               | 3. června 2022     | 116       |